# Ann McGovern
Ann McGovern Scheiner (25 de mayo de 1930 - 8 de agosto de 2015) fue una escritora estadounidense, autora de más de 55 libros infantiles, registrando ventas superiores a las 30 millones de copias.. Es reconocida por su adaptación de Stone Soup, así como por Too Much Noise y las biografías de figuras como Harriet Tubman y Deborah Sampson.

## Primeros años
Originaria de la ciudad de Nueva York, se matriculó en la Universidad de Nuevo México pero la abandonó para contraer matrimonio. Sin embargo, se separó al poco tiempo y regresó a su ciudad natal con su hijo de un año y medio de edad. Para intentar mantenerse por sus propios medios y dedicarse a escribir,  comenzó a trabajar para la editorial Little Golden Books mediante la cual logró publicar varios libros.

## Carrera
Algunos artistas que participaron del diseño de sus libros fueron Ezra Jack Keats, Simms Taback, Tomie de Paola y Mort Gerberg. Años después se mudó a la ex residencia de Edna St. Vincent Millay ubicada en 75½ Bedford St, la casa más estrecha en Nueva York, que inspiró el libro Mr Skinner's Skinny House (ISBN 978-0590076203). En 1970 se casó con Martin Scheiner, el inventor del primer monitor cardíaco para quirófanos, con quien tuvo tres hijos.
En 2000 publicó cuatro libros de poesía y comenzó a escribir un blog en 2014, donde contó que padecía cáncer.

## Muerte
McGovern falleció en Nueva York a consecuencia de un cáncer, el 8 de agosto de 2015, a la edad de 85 años.

## Obras seleccionadas
- Mr Skinner's Skinny House
- Aesop's Fables
- Little Whale
- Runaway Slave: The Story of Harriet Tubman
- Black is Beautiful
- Stone Soup
- Too Much Noise
- Eggs on Your Nose
- Robin Hood of Sherwood Forest
- Christopher Columbus
- The Desert Beneath the Sea
- Shark Lady: True Adventures of Eugenie Clark
- The Secret Soldier: The Story of Deborah Sampson
- Night Dive